# Walter Stoltz
Walter Stoltz (* 2. Oktober 1927 in Saalfeld/Saale; † 24. Juni 2009) war ein deutscher Leichtathlet, der sich auf das Gehen spezialisiert hatte.

## Sportliche Karriere
Walter Stoltz trat für Eintracht Braunschweig an. Bei Deutschen Meisterschaften belegte er im 50-km-Gehen 1956 den zweiten Platz hinter Claus Biethan, viermal erreichte Stoltz den dritten Platz. In der Mannschaftswertung gewann er mit dem Braunschweiger Team 1949 und 1951. Nach einem dritten Platz 1952 waren sie 1953 und 1954 wieder Erste. In den nächsten Jahren gewannen die Braunschweiger drei weitere Titel 1956, 1958 und 1961. 1955, 1957, 1959, 1960 und 1962 wurden sie jeweils Zweite. Stoltz gewann außerdem den Mannschaftstitel 1948 im 25-km-Gehen und die Mannschaftsmeisterschaft 1957 im 20-km-Gehen.
Von 1952 bis 1958 trat Walter Stoltz achtmal bei Länderkämpfen im Nationaltrikot an.

## Bestleistungen
- 20-km-Gehen: 1:43:00 Stunden am 28. Juni 1959 in Hannover
- 50-km-Gehen: 4:44:50 Stunden am 9. September 1956 in Lausanne